# Соня Бакиш
Соня Бакиш е българска комунистическа партизанка и журналистка. Като съпруга на политика Станко Тодоров е първа дама на България през краткото му управление като председател (президент) на България (6 юни -17 юли 1990).

## Биография
Соня Бакиш е родена на 11 юли 1923 г. в град Пловдив в неособено заможно еврейско семейство. Завършва Италианската гимназия в града през 1942 г.
Участва в комунистическото движение по време на Втората световна война. Член е на бойна група. Като еврейка е интернирана в град Фердинанд. Преминава в нелегалност и е партизанка в партизанския отряд „Христо Михайлов“ (1944).
След 9 септември 1944 г. е журналистка. Работи във в. „Работническо дело“. Главен редактор е на единственото женско списание тогава „Жената днес“ в продължение на 22 години, където публикува статии, коментари и дискусии по теми за българското общество. Главен редактор е на в. „Учителско дело“. Член е на Управителния съвет на Съюза на българските журналисти.
Името ѝ нашумява след учредяването на Обществения комитет за екологична защита на Русе, чиято основна задача е да се бори срещу обгазяването на Русе с хлор от химическите заводи от Гюргево, Румъния. Попада на учредяването му случайно, предложена е за член на Комитета, но не се подписва; не съобщава обаче на властите за събитието. По този повод е изключена от БКП. Пенсионира се през 1988 г.
Умира на 22 април 2010 г.
Има далечна родствена връзка с майката на Александър Божков.

## Отличия
- 1977 г. – удостоена е със званието „Народен деятел на изкуството и културата“[3]